# 堺ディスプレイプロダクト
堺ディスプレイプロダクト株式会社（さかいディスプレイプロダクト、英: Sakai Display Products Corporation）は、シャープ株式会社などの関連会社である液晶パネルと液晶モジュールの製造・販売を行う会社。

## 沿革
- 2008年2月 - シャープとソニーが、液晶事業の合弁会社を設立することで基本合意。
- 2009年
  - 1月 - シャープとソニーが、合弁会社の設立時期を2010年3月まで約1年延期。
  - 4月1日 - シャープが、合弁化の準備として、液晶パネル・液晶モジュールの製造・販売を行う完全子会社のシャープディスプレイプロダクト株式会社を設立[3]。発行済株式数2000株、資本金1億円。
  - 7月1日 - シャープが、大阪・堺市の新設工場(→シャープ堺工場)における液晶パネル・モジュールの製造販売事業について会社分割を実施し、シャープディスプレイプロダクト株式会社が吸収・承継[4]。会社分割により、シャープに対して263.8万株の株式を交付。発行価額の総額は131,900百万円、資本金は99億円増加し、100億円となる。残額は資本準備金として計上。
  - 7月30日 - ソニーとシャープは、大型液晶パネル・モジュールの製造・販売に関する合弁契約を締結[5]。
  - 10月 - 堺工場が稼働開始。
  - 12月 - ソニーが、合弁契約に基づき、シャープディスプレイプロダクトに100億円（約7％）出資。資本金150億円（発行済株式284万株）となる。
- 2012年
  - 3月27日 - シャープが、シャープディスプレイプロダクト株式の46.48%（保有株式の半数）を660億円で郭台銘（鴻海精密工業代表者）個人に譲渡することを発表[6]。
  - 4月10日 - 凸版印刷と同社全額出資子会社のトッパンエレクトロニクスプロダクツ、大日本印刷と同社全額出資子会社のＤＮＰカラーテクノ堺の4社からSDP堺工場での液晶カラーフィルター事業を6月30日付で譲り受ける基本合意書を締結。
  - 5月24日 - ソニーが合弁を解消、ソニーへ100億円の出資を払い戻す[7][8]。
  - 5月24日 - シャープが、凸版印刷、大日本印刷と、事業統合契約を締結。対価として吸収分割の効力発生時に、凸版印刷に33.5万株、大日本印刷とＤＮＰカラーテクノ堺に合計33.5万株を交付。
  - 6月28日 - 譲渡先を台湾鴻海精密工業の会長である郭氏の投資会社SIO International Holdings Limitedに変更することを発表。同日付で170.4億円を払い込み、取得予定のSDP株の一部34.08万株を取得。
  - 7月12日 - SIO International Holdings Limitedは、489.6億円を払い込み、SDP株の残り97.92万株全てを取得。
  - 7月17日 - 堺ディスプレイプロダクトに商号変更[9]。略称は引き続きSDP。
  - 8月11日 - 吸収分割の効力発生。
- 2016年12月28日 - シャープが持ち株436千株を17,170百万円で台湾鴻海精密工業会長である郭台銘氏の投資会社SIO International Holdings Limitedに譲渡。SIOの持ち株比率は53.05%となり子会社化された。
- 2024年
  - 5月 - 業績不振により、堺工場を停止することを発表した[10]。
  - 8月21日 - 本工場での液晶パネル生産を終了[11]。跡地はKDDIとソフトバンク、積水化学工業に売却した上で生成AI向けデータセンター及びペロブスカイト太陽電池製造工場に転用する予定としている[12][13][14]。